# Maria Morevna
Maria Morevna (în rusă Марья Моревна) este un personaj aparținând folclorului și mitologiei ruse⁠(d). 

## Descriere
Ea este o prințesă, o fecioară - eroină din basmele populare rusești, cu puteri magice mari și care l-a înlănțuit pe Koșcei cel Nemuritor. Maria Morevna este frumoasă, înțeleaptă și poate realiza sarcini care par imposibile. Personajul principal al basmului trebuie să o găsească (Ivan Țarevici) și să o ia (înapoi) de soție.
Același personaj feminin apare și sub numele de Maria Țarevna, Vasilisa cea Înțeleaptă (Василиса Премудрая), Olga Prințesa sau Elena cea Frumoasă, care își dă dragostea personajului principal care îl învinge pe șarpele Koșcei.

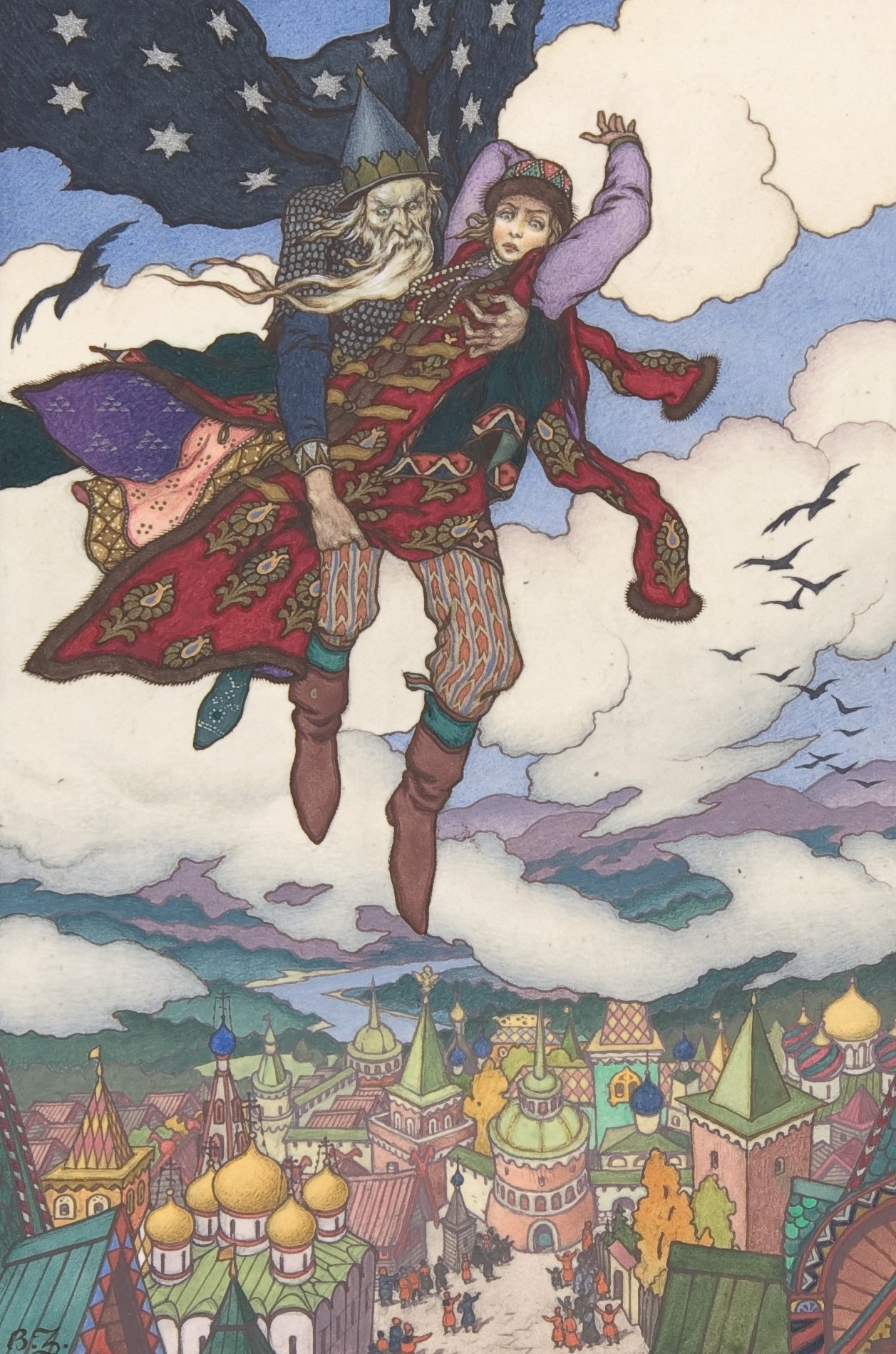
Vrăjitorul Koșcei cel fără de moarte o răpește pe Maria Morevna. Ilustrație de Zvorikin.

Interpretarea cuvântului „Morevna” este fiica regelui/țarului mării.
În unele cântece este menționată ca „Morevna” - fiica Morei (Mara), zeița morții.

## Basm
Într-un basm despre Maria Morevna, se întâmplă următoarele: după moartea părinților săi, Ivan Țarevici le căsătorește pe cele trei surori ale sale, iar el însuși se căsătorește cu eroina / polenița Maria Morevna, frumoasa prințesă care l-a închis pe Koșcei. 
După ceva timp, Maria Morevna pleacă și îi spune soțului ei: „Umblă peste tot, privește peste tot; doar nu te uita în acest dulap”, altfel „va fi rău pentru noi”. Dar Ivan Țarevici nu a ascultat și a descuiat dulapul, a deschis o ușă - și acolo atârnă Koșcei fără de moarte, legat cu douăsprezece lanțuri. După ce a băut trei găleți de apă aduse de Ivan Țarevici, Koșcei rupe douăsprezece lanțuri și scapă din temniță. Apoi o răpește pe Maria Morevna.

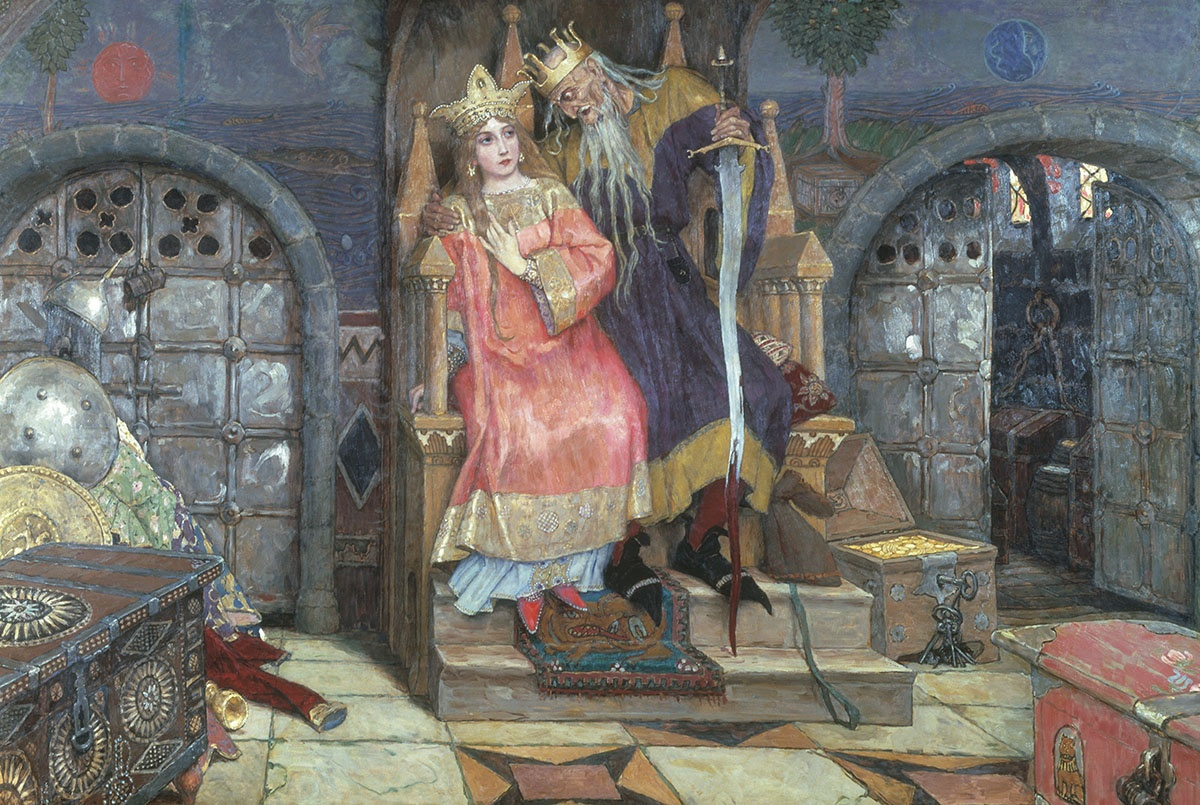
Viktor Vasnețov. Maria Morevna și Koșcei (1917–1928)

Ivan Țarevici decide să o aducă înapoi pe soția sa și cere ajutor soților surorilor sale: Voron Voronovici (corbul), Sokol Sokolovici (șoimul) și Orl Orlovici (vulturul) - vârcolaci puternici care se pot transforma din păsări în oameni buni. Cu ajutorul sfaturilor acestora, Ivan o eliberează de mai multe ori pe Maria Morevna din captivitatea lui Koșcei, dar Koșcei îl ajunge mereu din urmă pe calul său magic și rapid. Îi cruță viața lui Ivan de două ori (pentru că l-a ajutat), dar a treia oară îl ucide, cu o sabie. Corbul, șoimul și vulturul îl reînvie pe Ivan și îi dau un sfat bun: să ia un cal magic de la Baba Yaga. După ce Ivan are un cal magic ca și al lui Koșcei, se duelează, Ivan îl ucide pe Koșcei cu un buzdugan sau după ce aruncă un ou pe pământ în care se afla moartea lui Koșcei, apoi arde aruncă cadavrul în foc și o eliberează pe Maria Morevna.

## Film
În filmul Soyuzdetfilm Balaurul din 1945, regizat de Alexandru Rou, rolul Mariei Morevna a fost interpretat de actrița Galina Grigorieva. În film, o fată foarte frumoasă, Maria Morevna, îi dă viitorului său soț, puternicul războinic Nikita Kojemiaka, să rezolve trei ghicitori înainte de a se căsători cu el. Maria este răpită de Koșcei, iar Nikita întâlnește un vrăjitor amabil care-i dă un coif al invizibilității. Cu acesta, eroul va găsi o modalitate de a o salva pe Maria Morevna și de a scăpa poporul său de Koșcei.